# Граф Бринкмана
Граф Бринкмана — 4-регулярный граф с 21 вершинами и 42 рёбрами, обнаруженный Гуннаром Бринкманом в 1992 году. Опубликовали его Бринкман и Мерингер в 1997 году.
Граф имеет хроматическое число 4, хроматический индекс 5, радиус 3, диаметр 3 и обхват 5. Он также вершинно 3-связен и рёберно 3-связен. Это самый маленький 4-регулярный граф обхвата 5 с хроматическим числом 4. Граф имеет книжную толщину 3 и число очередей 2.

## Гипотеза Грюнбаума
По теореме Брукса любой k-регулярный граф (за исключением нечётных циклов и клик) имеет хроматическое число не превосходящее k. Известно было также с 1959 года, что для любых k и l существуют k-хроматические графы с обхватом l*. В связи с этими двумя результатами и несколькими примерами, включая граф Хватала, Бранко Грюнбаум высказал гипотезу в 1970 году, что для любых k и l существуют k-хроматические k-регулярные графы с обхватом l. Граф Хватала решает случай {\displaystyle k=l=4} гипотезы, а граф Бринкмана решает случай {\displaystyle k=4,l=5}. Гипотеза Грюнбаума опровергнута для достаточно больших k Йогансеном, который показал, что хроматическое число графа без треугольников равно {\displaystyle \mathrm {O} (\Delta /\log \Delta )}, где {\displaystyle \Delta } равно максимальной степени вершины, а O означает O-большое. Тем не менее, несмотря на это опровержение, представляет интерес поиск примеров и известны только несколько таких графов.

## Алгебраические свойства
Граф Бринкмана не является вершинно-транзитивным графом и его группа автоморфизмов изоморфна диэдральной группе порядка 14, группе симметрий семиугольника, включая как вращения, так и зеркальные отражения.
Характеристический многочлен графа Бринкмана равен {\displaystyle (x-4)(x-2)(x+2)(x^{3}-x^{2}-2x+1)^{2}}{\displaystyle (x^{6}+3x^{5}-8x^{4}-21x^{3}+27x^{2}+38x-41)^{2}}.
Хроматический многочлен графа Бринкмана равен {\displaystyle x^{21}-42x^{20}+861x^{19}-11480x^{18}+111881x^{17}-848708x^{16}+5207711x^{15}-26500254x^{14}} {\displaystyle +113675219x^{13}-415278052x^{12}+1299042255x^{11}-3483798283x^{10}+7987607279x^{9}} {\displaystyle -15547364853x^{8}+25384350310x^{7}-34133692383x^{6}+36783818141x^{5}-30480167403x^{4}} + {\displaystyle 18168142566x^{3}-6896700738x^{2}+1242405972x} (последовательность A159192 в OEIS).

## Галерея

Хроматическое число графа Бринкмана равно 4.
Хроматический индекс графа Бринкмана равен 5.